# Gunung Sinengoh Batee
Gunung Sinengoh Batee är ett berg i Indonesien.   Det ligger i provinsen Aceh, i den västra delen av landet, 1 700 km nordväst om huvudstaden Jakarta. Toppen på Gunung Sinengoh Batee är 870 meter över havet, eller 78 meter över den omgivande terrängen. Bredden vid basen är 0,97 km.
Terrängen runt Gunung Sinengoh Batee är huvudsakligen kuperad.Runt Gunung Sinengoh Batee är det mycket glesbefolkat, med 3 invånare per kvadratkilometer. I omgivningarna runt Gunung Sinengoh Batee växer i huvudsak städsegrön lövskog.